# Hofapotheke Kronberg

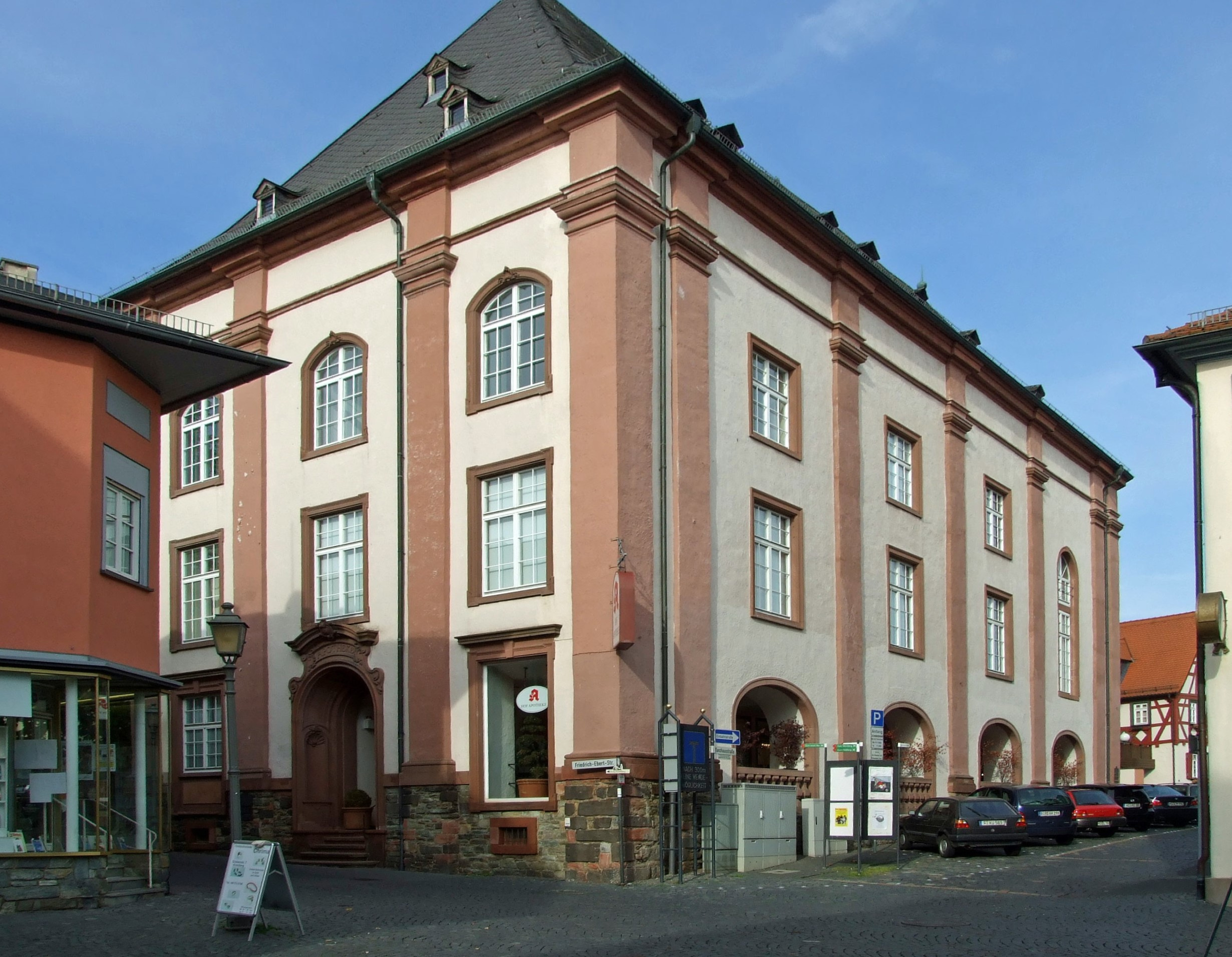
Kronberger Streitkirche mit der noch heute dort bestehenden Hofapotheke

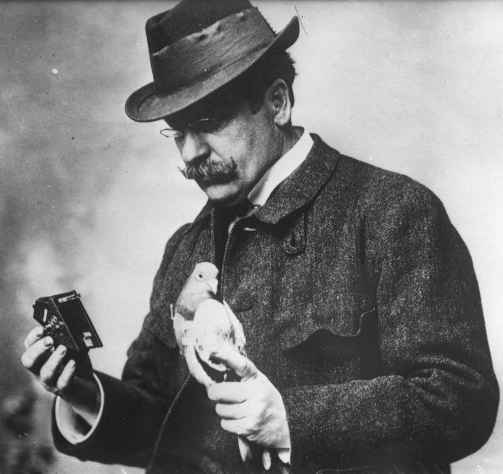
Apotheker Julius Neubronner

Die Hofapotheke Kronberg (früher Amtsapotheke Cronberg) ist eine Apotheke in Kronberg im Taunus.

## Geschichte
1806 wurde die erste Apotheke in Kronberg aufgrund eines Privileges von Herzog Friedrich August durch den Apotheker Joh. Andreas Hille aus Höchst als Zweigapotheke der Amtsapotheke Höchst eröffnet. Die Apotheke befand sich zunächst im Haus Geisel an der Ecke Doppesstraße und Schloßstraße. Seine Witwe Barbara Hille verkaufte die Apotheke 1809 an den Apotheker Christian Neubronner aus Usingen. Dadurch wurde die Apotheke von einer Zweigapotheke zu einer selbständigen Apotheke. Christian Neubronner wurde gemäß dem Medizinaledikt von 1818 zum Amtsapotheker für das Amt Königstein ernannt. Die Apotheke hatte damit ein Monopol für das gesamte Amt Königstein. Üblicherweise hatte die Amtsapotheke ihren Sitz am Amtsort. Für Kronberg wurde eine Ausnahme getroffen.
1844 wurde sein Sohn Wilhelm Neubronner sein Nachfolger als Amtsapotheker. Er verlegte 1844 in sein eigenes Haus in der Doppesstraße 4. 1847 eröffnete er eine Zweigapotheke in Oberursel (die Alte Apotheke Oberursel), die 1872 selbständig wurde. 1848 kam die Burg-Apotheke Eppstein als weitere Zweigapotheke hinzu. Wilhelm Neubronner wurde auch als Abgeordneter bekannt.
1866 übernahm Wilhelms Sohn Julius Neubronner (1852–1932) die Apotheke. Das Herzogtum Nassau wurde in diesem Jahr durch Preußen annektiert. Kaiserin Friedrich, die ihren Witwensitz in Kronberg genommen hatte, ernannte Julius Neubronner zum Hofapotheker. Seit damals führte die Amtsapotheke den Namen Hof-Apotheke. Julius Neubronner verlegte den Sitz der Apotheke in die ehemalige Streitkirche und eröffnete die neuen Räume am 17. August 1891.
Seit dem Jahr 1870 hatte sich Julius Neubronner bemüht, eine Genehmigung für eine Zweigapotheke in Königstein zu erhalten. Am 14. Juni 1897 erhielt er eine Konzession, und die Apotheke (die heutige „Alte Apotheke“) wurde am 1. August 1897 in den Räumen der jetzigen Buchhandlung Millennium eröffnet. Durch Erlass vom 11. Februar 1905 wurde die Königsteiner Apotheke zur Vollapotheke.
Die Apotheke blieb in der Familie. Neuer Apotheker wurde Wilhelm Neubronner der von 1932 bis 1972 die Geschäfte der Apotheke führte. Ihm folgte von 1972 bis 1995 Kurt-Heinz Neubronner. Seit 2006 ist Thomas Weeber Inhaber, der die Apotheke von Eva Bublitz übernahm.